# Takedana
Takedana is een geslacht van kreeftachtigen uit de klasse van de Malacostraca (hogere kreeftachtigen).

## Soort
- Takedana eriphioides Davie, 1989